# Parma Challenger 2022
Il Parma Challenger 2022 è stato un torneo maschile tennis professionistico. È stata la 1ª edizione del torneo, facente parte della categoria Challenger 125 nell'ambito dell'ATP Challenger Tour 2022, con un montepremi di 134 920 €. Si è svolto dal 3 al 9 ottobre 2022 sui campi in terra rossa del Tennis Club Parma di Parma, in Italia.

## Partecipanti

### Teste di serie
| Nazionalità | Giocatore               | Ranking* | Testa di serie |
| ----------- | ----------------------- | -------- | -------------- |
| Spagna      | Roberto Carballés Baena | 73       | 1              |
| Serbia      | Dušan Lajović           | 86       | 2              |
| Argentina   | Tomás Martín Etcheverry | 87       | 3              |
| Spagna      | Pablo Andújar           | 115      | 4              |
| Italia      | Francesco Passaro       | 122      | 5              |
| Spagna      | Carlos Taberner         | 129      | 6              |
| Italia      | Andrea Pellegrino       | 136      | 7              |
| Italia      | Marco Cecchinato        | 137      | 8              |

* Ranking al 26 settembre 2022.

### Altri partecipanti
I seguenti giocatori hanno ricevuto una wild card per il tabellone principale:
- Federico Arnaboldi
- Gianmarco Ferrari
- Gian Marco Moroni

Il seguente giocatore è entrato in tabellone come special exempt:
- Luca Van Assche

I seguenti giocatori sono entrati in tabellone come alternate:
- David Ionel
- Timofej Skatov

I seguenti giocatori sono passati dalle qualificazioni:
- Máté Valkusz
- Oriol Roca Batalla
- Oleksandr Ovcharenko
- Francesco Forti
- Stefano Napolitano
- Fausto Tabacco

Il seguente giocatore è entrato in tabellone come lucky loser:
- Lucas Gerch

## Campioni

### Singolare
Timofej Skatov ha sconfitto in finale  Jozef Kovalík con il punteggio di 7–5, 6(2)–7, 6–4.

### Doppio
Tomislav Brkić /  Nikola Ćaćić hanno sconfitto in finale  Luis David Martínez /  Igor Zelenay con il punteggio di 6–2, 6–2.